# Gallup (empresa)
Gallup, Inc. es una empresa estadounidense de análisis y asesoría con sede en Washington D. C.. Fundada por George Gallup en 1935, la empresa se hizo conocida por sus encuestas de opinión pública realizadas en todo el mundo. A partir de la década de 1980, Gallup realizó la transición de su negocio para centrarse en proporcionar análisis y consultoría de gestión a las organizaciones de todo el mundo. Además de sus servicios de análisis, consultoría de gestión y encuestas Gallup, la empresa también ofrece consultoría educativa, la evaluación de CliftonStrengths y productos asociados, así como libros de negocios y de gestión publicados por su unidad de Gallup Press.  
No está formalmente asociada con la Gallup International Association, con la que mantiene una disputa por el uso del nombre; asimismo, rechaza realizar encuestas para organizaciones políticas como los partidos Demócrata o Republicano para mantener su independencia.
Mantiene entre 30 y 40 oficinas en todo el mundo, incluyendo las oficinas del campus Gallup Riverfront en Omaha, Nebraska, y cuenta con unos 2000 empleados. Jim Clifton es el presidente y director general de Gallup.